# Tirrè (fill d'Atis)
A les mitologies estrusca i grega, Tirrè (en grec antic: , Τυρρηνός, en llatí Tirrenus), fill d'Atis i de Cal·lítea (o d'Heracles i d'Òmfale, segons altres genealogies), va ser un dels fundadors de la federació etrusca de dotze ciutats, amb el seu germà Tarcont. Heròdot el descriu com el protector dels etruscs, ja que els va dur des de Lídia a Etrúria, on va donar nom als tirrens, també coneguts com a etruscs. Els romans van estendre l'ús del seu nom al mar de l'oest d'Etrúria: el Mar Tirrè